# Drents Plateau (gebied)
Het Drents Plateau is een gebied dat voornamelijk gelegen is in Drenthe, met uitlopers in Groningen en Friesland. Grofweg ligt het tussen de steden Coevorden, Groningen, Steenwijk en Emmen.
Het plateau is opgebouwd uit keileem, dat is afgezet in de voorlaatste ijstijd. Hierboven ligt op veel plaatsen een laag dekzand uit de laatste ijstijd en lokaal veen. Er zijn weinig grote hoogteverschillen; het gehele plateau ligt voornamelijk tussen de 10 en 20 meter boven NAP. Het reliëf is vooral gevormd door het landijs in de voorlaatste ijstijd. Op veel plekken liet het ijs langwerpige rechte ruggen in het landschap achter; het duidelijkste voorbeeld hiervan is de Hondsrug in het noordoosten van Drenthe. Op sommige plekken stuwde het ijs de ondergrond op tot kleine stuwwallen, een voorbeeld hiervan is de Havelterberg. Na de voorlaatste ijstijd werd dit landschap aangetast door beekjes en riviertjes, die grotendeels het patroon van de door het ijs gevormde ruggen volgden. Toen ook de mens zijn intrede in het landschap deed, werd het reliëf beïnvloed door opgehoogde bouwlanden en oude stuifduinen.

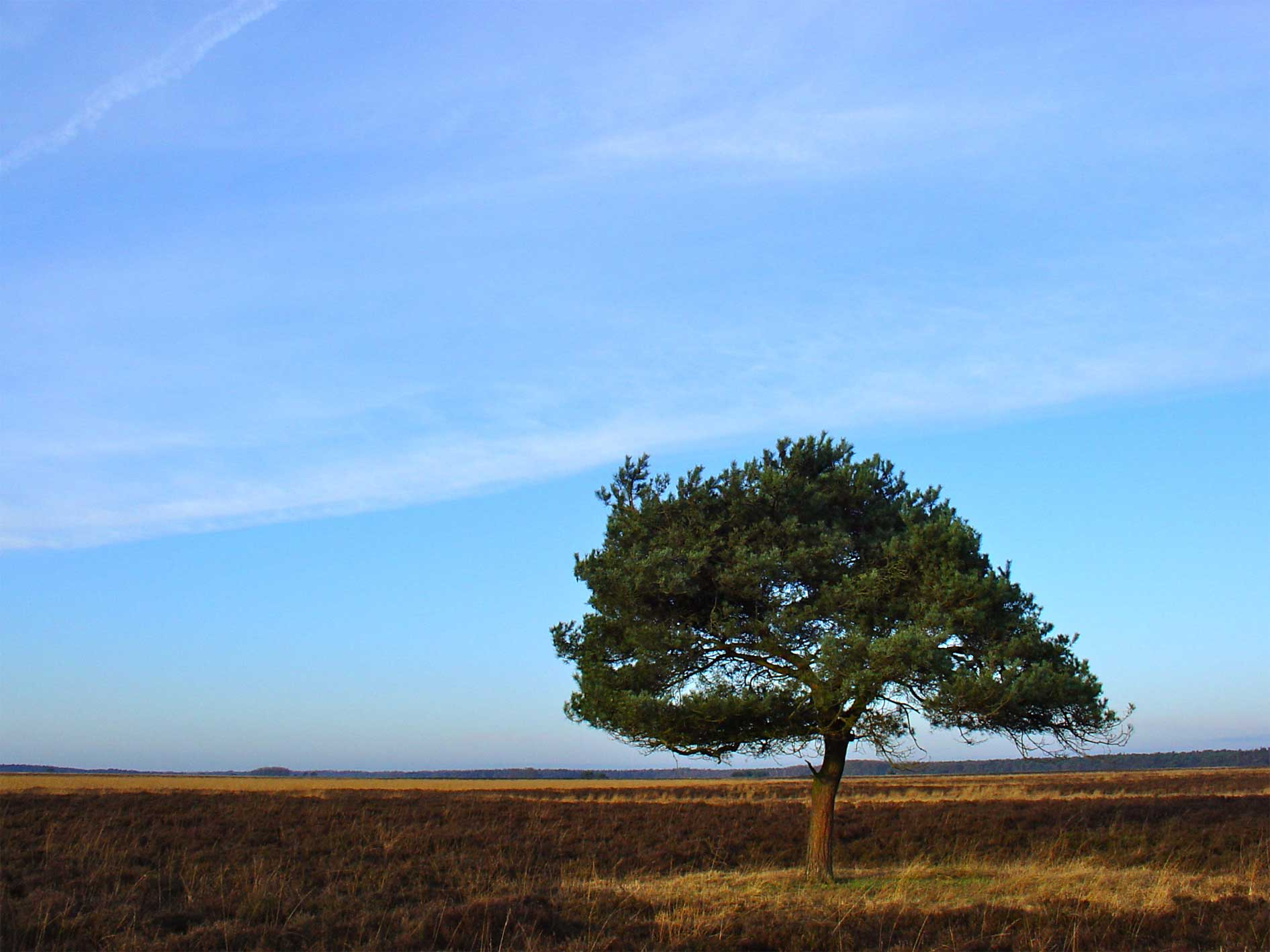
het plateau met weinig reliëfverschil: Dwingelderveld
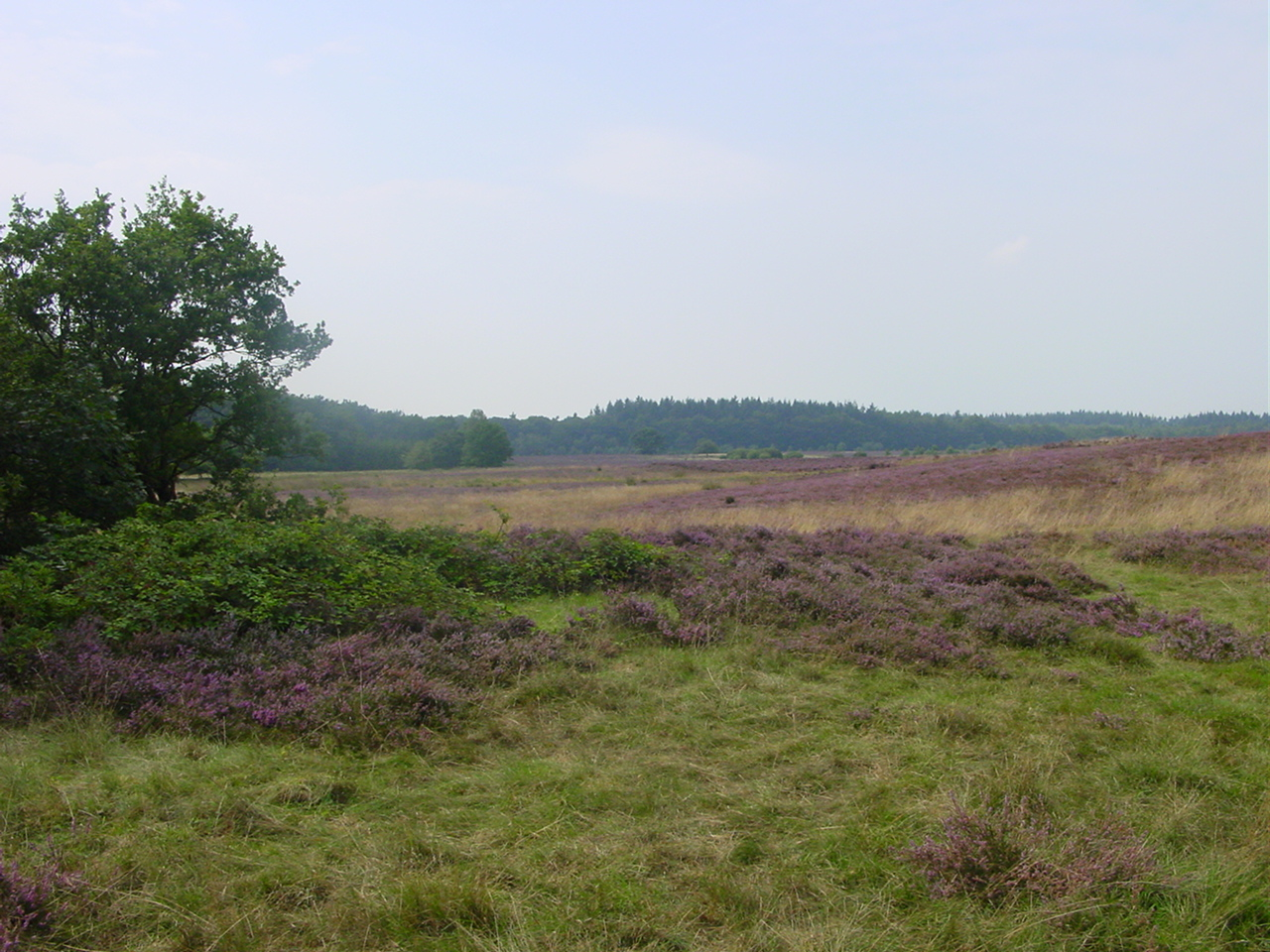
Hondsrug, het Molenveld in Exloo
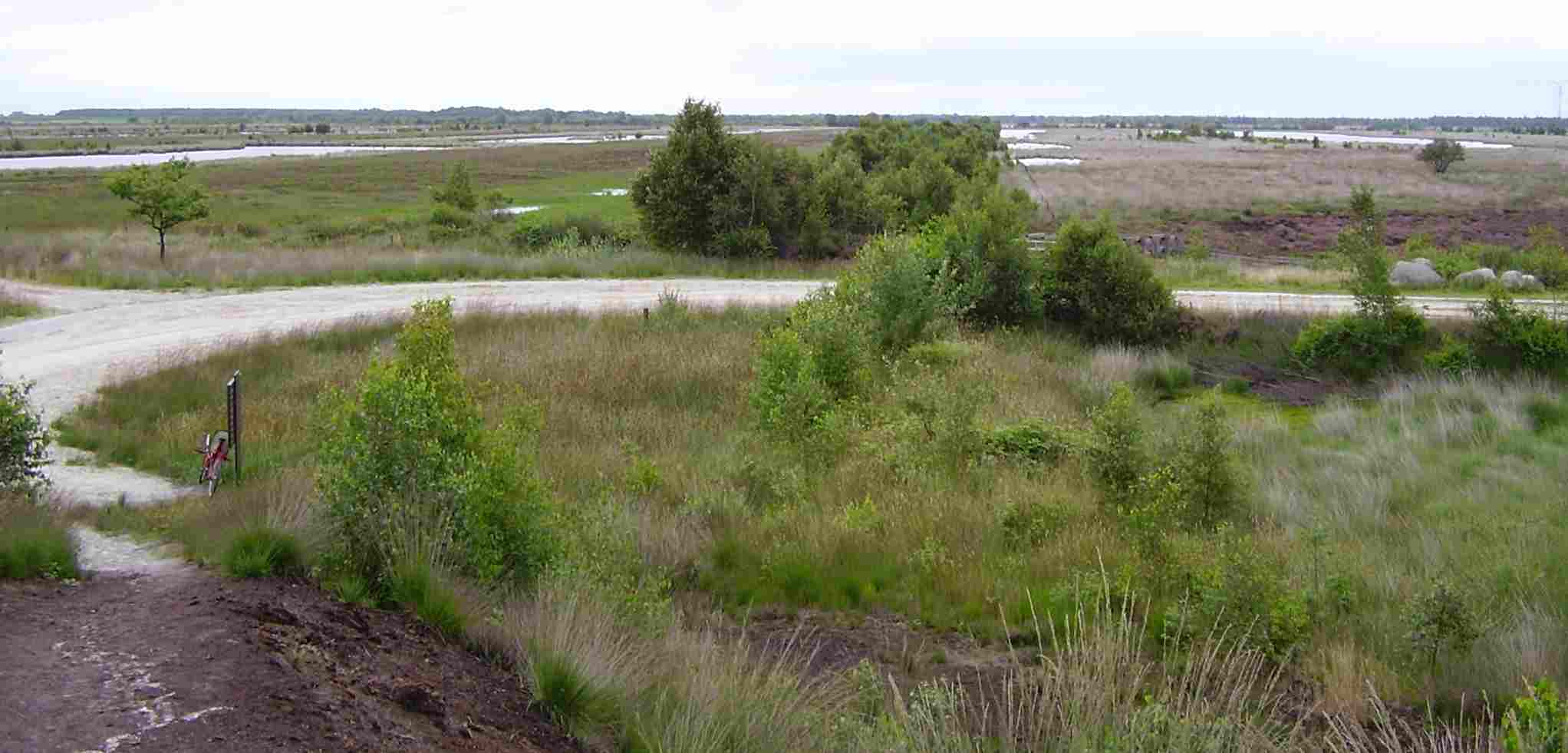
een restant hoogveen: het Bargerveen
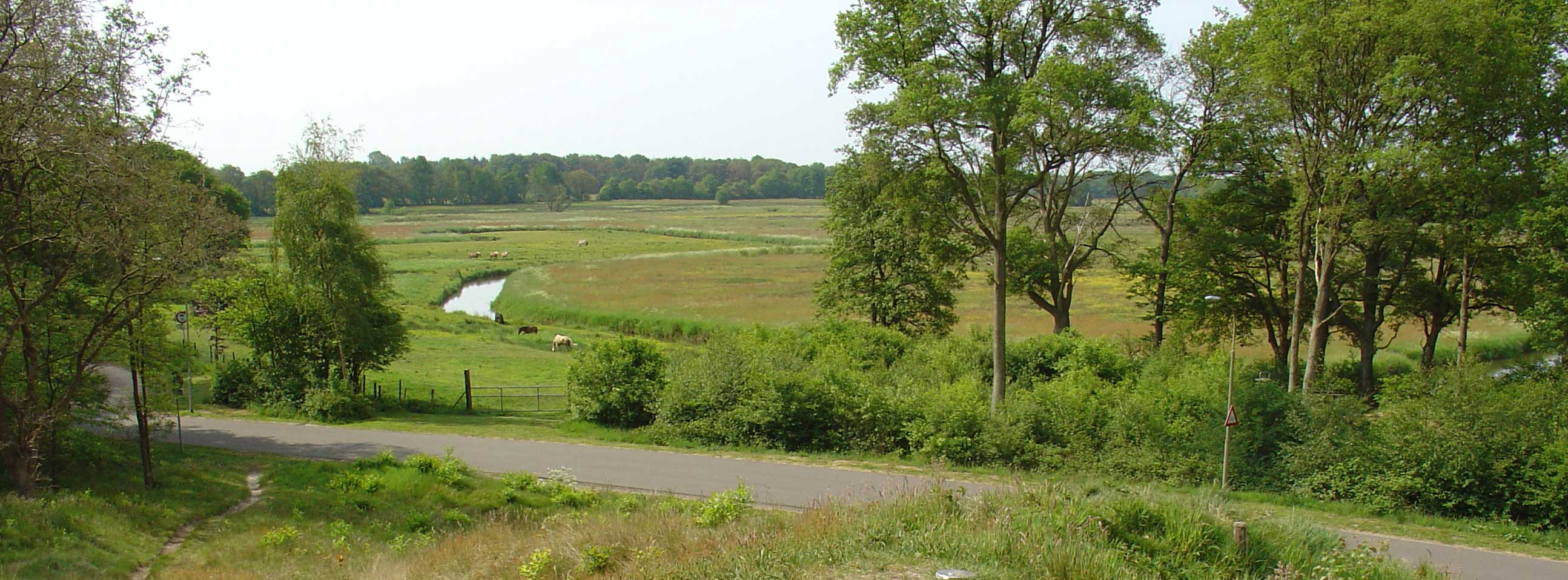
De Drentsche Aa bij Schipborg